# 태산목
태산목(泰山木, Magnolia grandiflora)은 상록의 목본으로서 잎은 크고 혁질이다. 5-6월경에 가지 끝에 크고 향기가 짙은 흰 꽃이 핀다. 열매는 골돌이며, 2개의 붉은색씨가 늘어진다. 북아메리카가 원산지로 한국에서는 남부 지방에서 주로 정원수로 심는다.

## 참고 문헌
- 이 문서에는 다음커뮤니케이션(현 카카오)에서 GFDL 또는 CC-SA 라이선스로 배포한 글로벌 세계대백과사전의 내용을 기초로 작성된 글이 포함되어 있습니다.